# Anthony McAuliffe

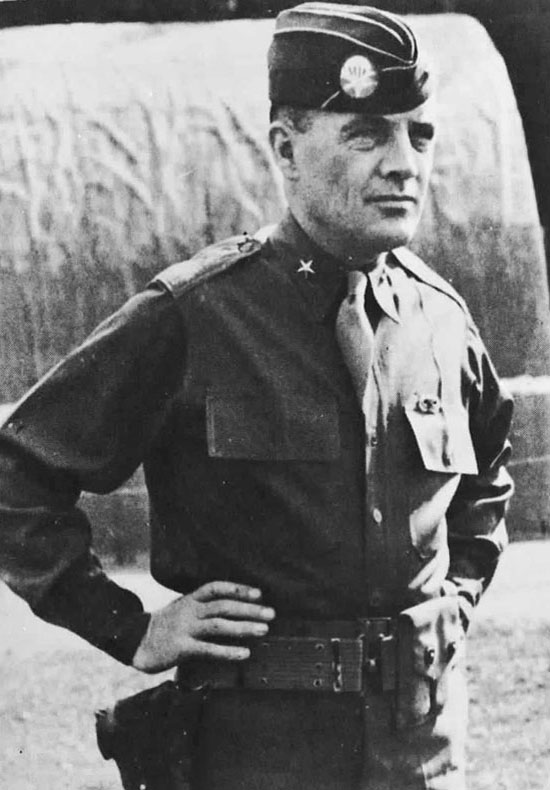
Brigadier General McAuliffe

Anthony Clement McAuliffe (* 2. Juli 1898 in Washington, D.C.; † 11. August 1975 ebenda), auch bekannt als General Nuts McAuliffe, war ein US-amerikanischer General. Er kommandierte zeitweise die 101. US-Luftlandedivision in der Schlacht um Bastogne während der Ardennenoffensive im Zweiten Weltkrieg.

## Militärische Laufbahn
Anthony McAuliffe studierte von 1916 bis 1917 an der West Virginia University und graduierte im November 1918 an der US Military Academy in West Point. Bereits 1918 wurde er zum Second Lieutenant ernannt. Im Dezember 1941 wurde er dem Versorgungsstab des Kriegsministeriums zugewiesen. In dieser Funktion beaufsichtigte er die Entwicklung neuer Technologien, insbesondere Jeep und Bazooka.
Er kommandierte eine Artillerieeinheit der 101. US-Luftlandedivision. Am D-Day 1944 sprang er bei der Operation Overlord in der Normandie mit dem Fallschirm ab und später bei der Operation Market Garden in den Niederlanden.
Im Dezember 1944 kommandierte er in Belgien während der Ardennenoffensive als Brigadier General die 101. US-Luftlandedivision, da sein vorgesetzter General Maxwell D. Taylor abwesend war. Dabei wurde McAuliffe bei der Belagerung von Bastogne von deutschen Truppen eingekesselt und am 22. Dezember 1944 durch General Heinrich von Lüttwitz zur Kapitulation aufgefordert. Seine erste mündliche Reaktion darauf soll gewesen sein: „Aww, nuts“. Die offizielle Antwort lautete: „To the German Commander, 'NUTS!' The American Commander.“ (NUTS! dt. "Quatsch!") und wurde von Colonel Joseph H. Harper, dem Kommandierenden Offizier des 327. Gleiterinfanterieregiments, an die Deutschen übergeben. Harper musste ihnen dabei erklären, ob das Wort positiv oder negativ gemeint war, und umschrieb es mit go to hell (dt. "geht zur Hölle"). Einige Quellen sprechen davon, dass McAuliffes erste Reaktion ein nicht ganz so starker Ausdruck war. Doch 1954 meinte er in einem Interview, dass er „shit“ (dt.: Scheiße) gesagt hätte.
McAuliffe ergab sich nicht und konnte Bastogne halten, bis die 4. US-Panzerdivision unter General Patton zur Hilfe kam. Durch Pattons Eingreifen und eine Wetterbesserung konnten McAuliffe und seine Truppen aus Bastogne befreit werden. Dafür wurde ihm später das Distinguished Service Cross verliehen. Nach Bastogne wurde er zum Major General befördert.
Von Januar bis Juli 1945 kommandierte er die 103. US-Infanteriedivision.
Am 3. Mai eroberte er Innsbruck und den Brennerpass und die Stadt Sterzing, was die Möglichkeit  der Vereinigung seiner Einheiten mit der 5. US-Armee bot, die Italien von Süden her erobert hatte. Allerdings spielte dies militärisch keine bedeutende Rolle mehr, da Deutschland fünf Tage später bedingungslos kapitulierte.
1953 übernahm McAuliffe das Kommando der 7. US-Armee in Europa und wurde 1955, nach der Beförderung zum General, Oberkommandierender der United States Army Europe. 1956 ging er in den Ruhestand und war noch einige Jahre bei verschiedenen Aufgaben im US-amerikanischen Zivilbereich tätig.
Er verstarb am 11. August 1975 in Washington und wurde auf dem Nationalfriedhof Arlington beigesetzt.
Ein zentraler Platz in Bastogne, der Place Général Mc Auliffe, ist nach ihm benannt.

## Auszeichnungen
Auswahl der Dekorationen, sortiert in Anlehnung der Order of Precedence of Military Awards:
- Distinguished Service Cross
- Army Distinguished Service Medal (2 ×)
- Silver Star
- Legion of Merit
- Bronze Star